# 青木重満
青木 重満（あおき しげみつ）は、戦国時代の武士。甲斐武田氏の家臣。

## 経歴・人物
武川衆7人が連署した永禄10年（1567年）の『下之郷起請文』に名がみえる。のち武田家が没落すると他の武川衆諸士と共に徳川家康に仕えた。